# 徐衣显
徐衣显（1967年11月17日—），中华人民共和国政治人物，河北景县人，1988年6月加入中国共产党，1990年7月参加工作。曾任焦作市人民政府市长、洛阳市市长等职务。现任中共济源产城融合示范区党工委委员、书记，中共济源市委委员、常委、书记。

## 生平
1990年，徐衣显毕业于河北大学教育系学校教育专业。历任河北省人大常委会办公厅研究室干部。河北省人大常委会办公厅研究室副主任科员、主任科员。河北省政府办公厅秘书二处、秘书处主任科员。河北省政府办公厅正科级秘书。河北省政府办公厅副处级秘书（助理调研员）。河北省政府办公厅正处级秘书（调研员）。河北省政府办公厅处长级秘书。河北省政府督查室督查专员，省政府办公厅处长级秘书等职。
2009年，徐来到河南，先后出任河南省人民政府副秘书长、河南省委副秘书长、政策研究室主任、焦作市委副书记等职务。2015年12月，兼任焦作市市长。2018年2月24日，当选为第十三届全国人大代表。
2021年6月，任洛阳市委副书记、市政府党组书记，同年7月任洛阳市代市长，后当选市长。
2025年3月，他转任中共济源产城融合示范区党工委委员、书记，中共济源市委委员、常委、书记。